# Muzeológus
A muzeológus feladata a magyar felfogás szerint nagyon sokrétű, de mindenképpen egy-egy gyűjteményhez kapcsolódik. A muzeológus a szakterületének megfelelő gyűjteményt kezeli és azért felelős. A gyűjtemények általában a raktározási szempontokat figyelembe véve anyag és forma szerint csoportosítják a tárgyakat, így, bár múzeumonként eltérő lehet a rendszerezés, de van például bútorgyűjtemény, kerámiagyűjtemény, textilgyűjtemény, fotótár, kézirattár, metszettár stb., és ezeknek külön muzeológusa.

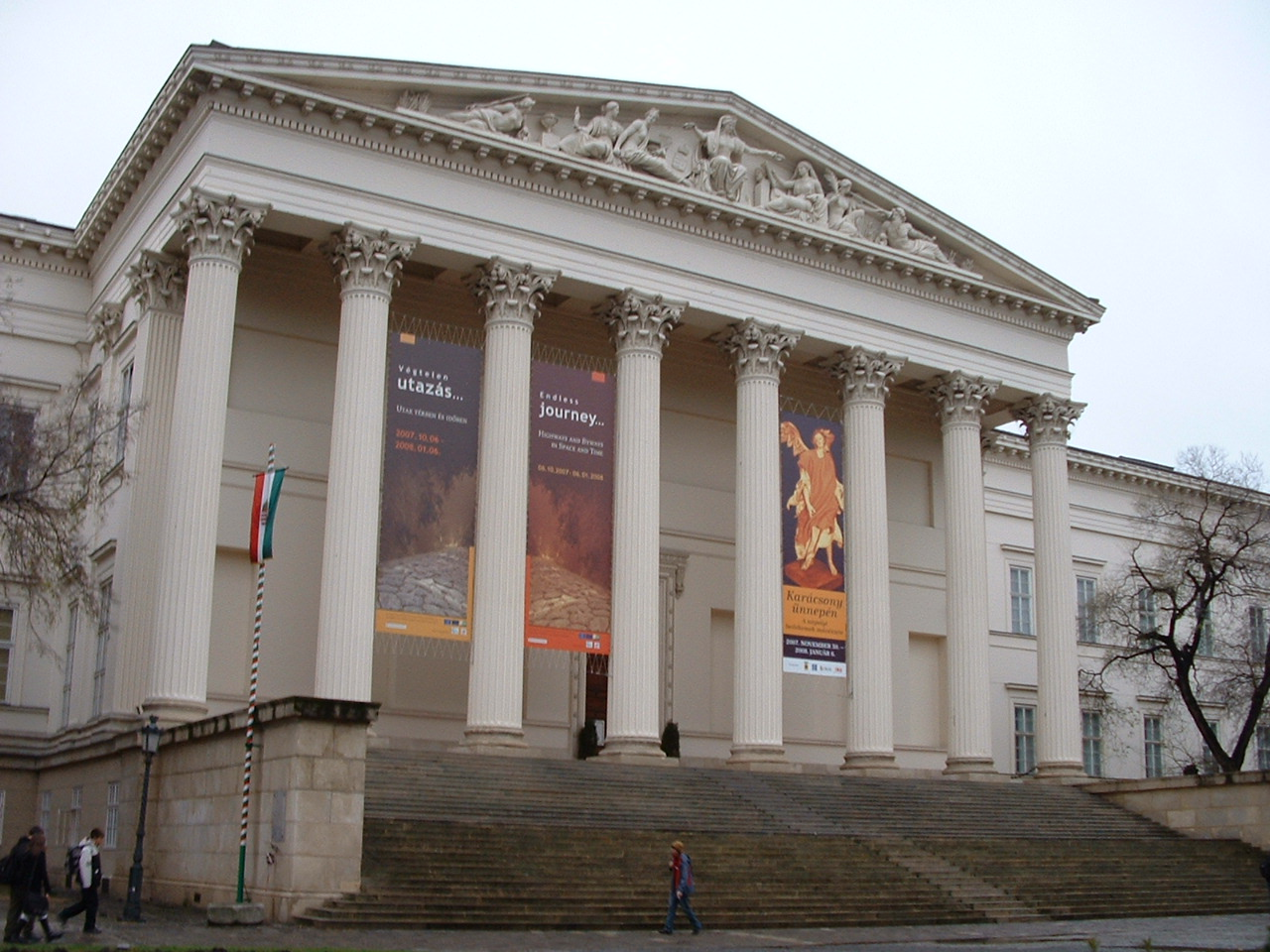
A Magyar Nemzeti Múzeum

## A muzeológus feladatai
- Gyűjtés – a muzeológus felkutatja és begyűjti azokat a gyűjteményébe való tárgyakat, amelyekről úgy gondolja, hogy a lehető legjobban reprezentálják egy kor, társadalmi osztály, vagy réteg életmódját, arra a legjellemzőbbek. A gyűjtés módja lehet vásárlás, öröklés, ajándékozás, bizonyos anyagok pedig automatikusan kerülhetnek a múzeumba (pl.: a régészeti leletek). A gyűjtés során interjúkkal minél több mindent ki kell deríteni a tárgyról, lehetőleg elsődleges forrásból (eredeti tulajdonos) tájékozódva.
- Feldolgozás – a muzeológus a begyűjtött tárgyakat feldolgozza. Ebbe beletartozik, hogy először azonosítja a tárgyat, meghatározza a korát (datálás), majd bevezeti a gyűjteményi leltárkönyvbe, meghatározza a tárgy helyét a gyűjteményben. Ha szükséges, a tárgyat a múzeumhoz kapcsolódó restaurátorműhelybe küldik, hogy megpróbálják az eredeti állapotába visszaállítani, de úgy, hogy a javítások észrevehetőek legyenek.
- Publikálás – tudományos munka. A publikáció egy sajátos formája a kiállításrendezés is, ami a muzeológusok speciális publikációs lehetősége. A kiállítás során az adott témát a tárgyakon, dokumentumokon és egyéb forrásokon keresztül mutatják be a közönségnek, így a tudományos munka a múzeum közművelődési feladatait is szolgálja.

## Muzeológusképzés

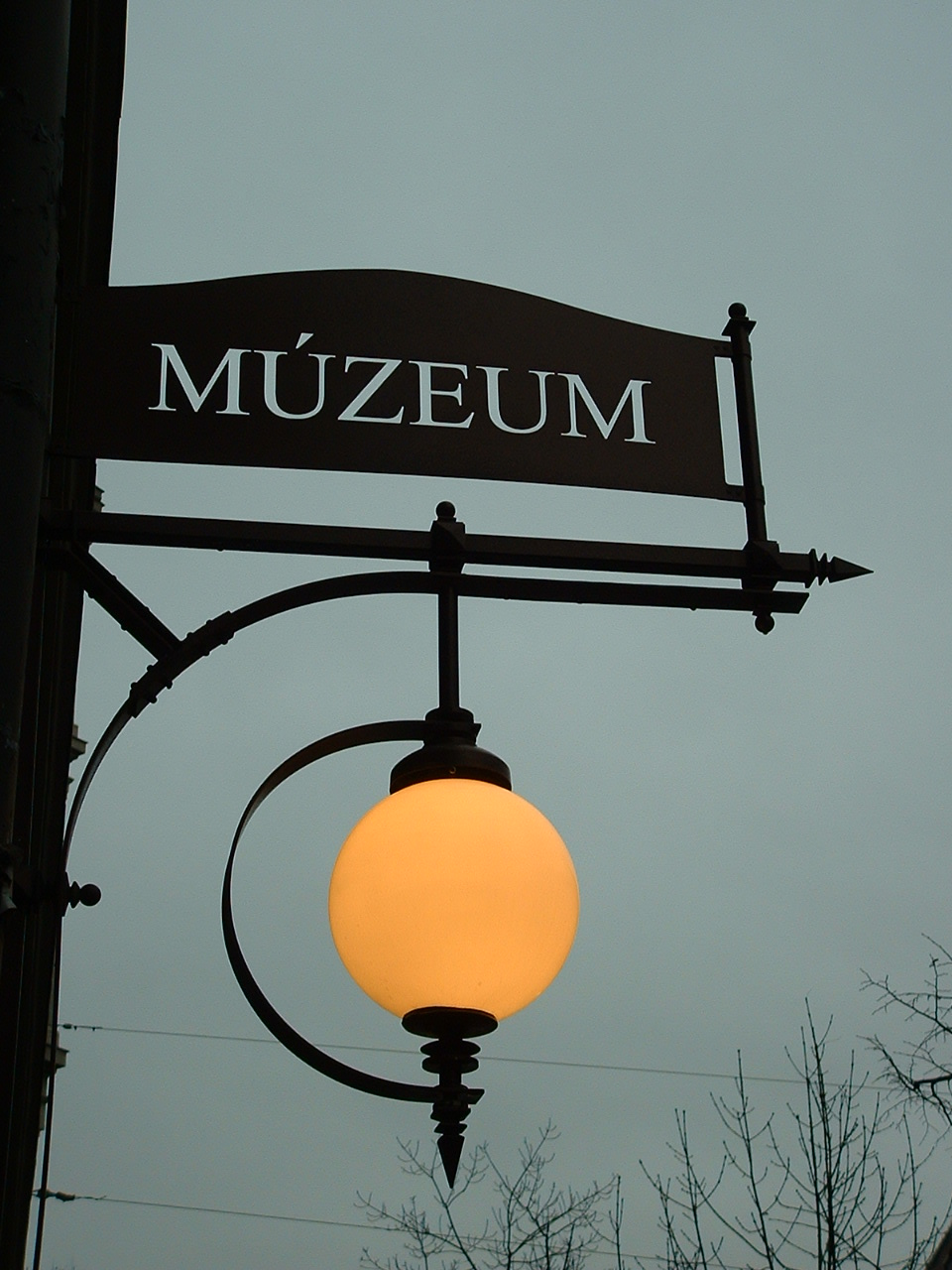
A Múzeum Kávéház cégére – ez volt a muzeológusok törzshelye a századfordulón.

1963-ban indult meg a muzeológusképzés az Eötvös Loránd Tudományegyetemen a történelem kiegészítő szakjaként. A szak pontos neve ma is: Új- és legújabb kori történeti muzeológia szak. A muzeológia modernizálásában Glatz Ferencnek, a Magyar Tudományos Akadémia későbbi elnökének volt nagy szerepe, aki a muzeológia pontos meghatározásával, valamint az oktatás főbb elveinek kijelölésével segítette elő a magyar muzeológia modernné fejlődését. A szak 1978-as átszervezése során négy blokkra osztották a tantárgyakat:
1. Művelődéstörténeti blokk – Magyarország művelődés- és kultúrtörténete a honfoglalástól a XX. századig
2. Múzeumi munkára felkészítő blokk – múzeumtörténet, kiállításrendezés, általános és történeti muzeológiai ismeretek
3. Anyagismereti blokk – szakmuzeológiai anyagismeret, egyes anyagok és az azokból készült tárgyak sajátosságai (papír, fotó, textil, fa, fém, kerámia, üveg)
4. Közművelődési blokk – látogatóbarát múzeum, múzeumpedagógia

Az egyetemi szak ezen elvek alapján működik ma is, bár a bolognai folyamat során újabb átszervezések történtek, így a muzeológia szak újabban már a történelem alapszak egyik szakiránya.

## Híres muzeológusok
- Antall József politikus, miniszterelnök (1932–1993)
- Hopp Ferenc ázsiakutató (1833–1919)
- Móra Ferenc író (1879–1934)
- Pulszky Ferenc publicista, politikus, múzeumigazgató (1814–1897)
- Rómer Flóris bencés tanár, múzeumalapító (1815–1889)
- Tömörkény István író, újságíró, néprajzkutató, múzeumigazgató (1866-1917)

## További olvasmányok a muzeológiáról
- Korek József: A muzeológia alapjai. Budapest, 1988
- Korek József: Gyűjtemények, múzeumok, múzeológia. Budapest, 1976
- Lanfranco Binni–Giovanni Pinna: A múzeum. Egy kulturális gépezet története a XVI. századtól napjainkig; ford. Pintér Judit; Gondolat, Budapest, 1986